# Ivan von Knorring
Axel Ivan von Knorring (i riksdagen kallad von Knorring i Skiringe), född 25 maj 1850 i Skövde, död 16 mars 1930 i Stora Malms församling, var en svensk friherre och riksdagsman.
von Knorring var arrendator till Sundbyvik, Österby med flera egendomar i Tumbo socken 1884–1889 och godset Skiringe i Södermanland 1889–1910. Han var ledamot av landstinget i Södermanlands län samt 1894–1902 av riksdagens andra kammare, invald i Villåttinge härads valkrets. Han var till åskådningen en konservativ och protektionistisk lantmannapartist. Han hade uppdrag som statsrevisor och var ledamot i bevillningsutskottet.
von Knorring var riddare av såväl Nordstjärneorden som av Vasaorden. Han var son till Axel Vilhelm von Knorring (1806-1887) och Catharina Charlotta Henrika (Karin) Reenstierna (1815-1912). Han är begravd på Tumbo kyrkogård.